# Gaspar de Córdoba

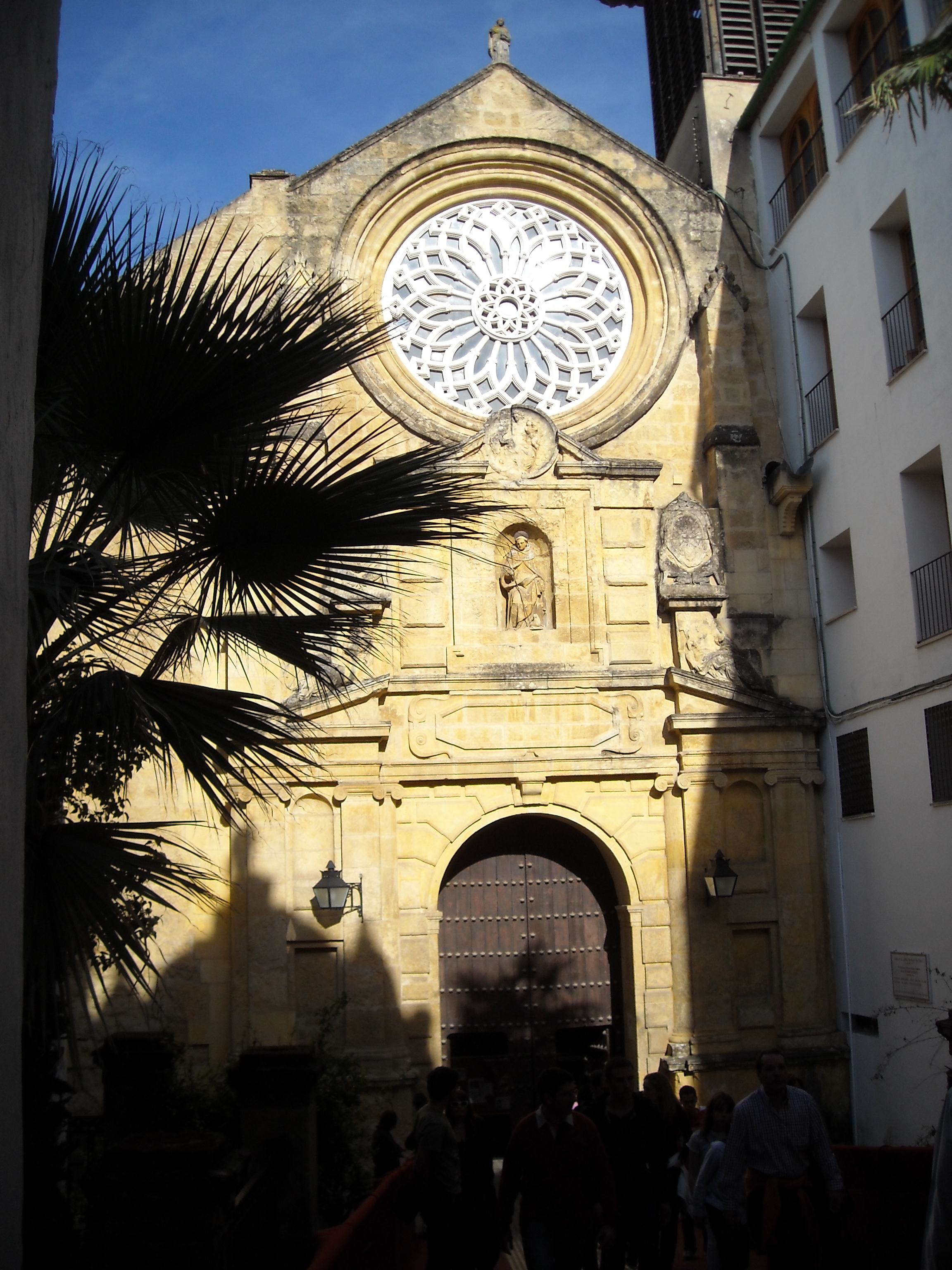
Fachada de la iglesia del antiguo convento de San Pablo en Córdoba, donde ingresó Gaspar en la orden dominica.

Fray Gaspar de Córdoba (Córdoba, 1542-Valladolid, 2 de junio de 1604) fue un dominico, confesor de Felipe III.

## Biografía
Fue hijo de Martín Fernández de Córdoba y de doña María Lasso de la Vega. Tuvo al menos otros dos hermanos:
- Gómez de Figueroa, dominico.
- Gutierre de Córdoba.

Además, según Diego Ignacio de Góngora, tuvo otros dos hermanos dominicos además de fray Diego de Figueroa.
Ingresó en la orden dominica en el convento de San Pablo en Córdoba. Fue enviado a estudiar al Colegio de San Gregorio, de su orden, en Valladolid. Llegaría a alcanzar el grado de maestro en teología. En 1597 era provincial de la Provincia Bética de la orden.
El 9 de julio de ese año fue nombrado confesor del príncipe Felipe (futuro Felipe III) por Felipe II. Desde entonces y hasta su muerte fue confesor de este príncipe. En su primera etapa, junto con otros miembros de la casa del príncipe Felipe como su ayo Gómez Dávila y Toledo, II marqués de Velada, participó en una valoración del carácter del joven dirigida a su padre, Felipe II.
Durante la muerte de Felipe II, en 1598, asistió al confesor regio, el fraile jerónimo Diego de Yepes. Con el ascenso al trono de Felipe III se convirtió en confesor del rey. Desde 1599 comenzó a asistir a las reuniones del Consejo de Estado, primero en calidad de confesor del rey y desde noviembre de 1600 como consejero.
Su papel como confesor de Felipe III se circunscribió al ámbito de la conciencia del monarca, evitando con carácter general la intervención en el ámbito político. Esta actitud se ha considerado favorable a los intereses del duque de Lerma, valido de Felipe III que de esta forma podía ejercer un mayor poder político.
Sobre su carácter, las opiniones son distintas mientras que para los embajadores de Venecia era un hombre débil y de una inteligencia corriente, para algunos de sus contemporáneos fue un hombre docto y sabio.
En general, todos coinciden en sus virtudes religiosas, su humildad, modestia y pobreza.
Murió en el convento de San Pablo de Valladolid, ciudad en la que por entonces estaba establecida la corte de España.